# 第205独立自動車化狙撃旅団 (ロシア陸軍)
第205独立自動車化狙撃旅団（だい205どくりつじどうしゃかそげきりょだん、ロシア語: 205-я отдельная мотострелковая бригада、略称205 омсбр）は、ロシア陸軍の旅団。第49諸兵科連合軍隷下。

## 歴史
- 1995年3月17日：第167自動車化狙撃旅団と第723自動車化狙撃連隊に基づき、旅団の編成決定
- 1995年5月1日：編成完結。旅団創設記念日は、5月2日
- 1996年1月7日：ピェルヴォマイスキー町でラドゥーエフの部隊を撃滅
- 1996年3月：グローズヌイで敵部隊を撃滅
- 1996年7月：シャラジ及びコムソモリスコエ地区で匪賊部隊撃滅作戦
- 1998年9月23日：名誉称号「コサック」を授与
- 1999年8月～9月：ボトリフ及びカラマヒ地区においてシャミル・バサエフとアミール・ハッターブの部隊を撃滅
- 1999年10月：ズナメンスカヤ解放
- 2000年1月：グローズヌイ解放
- 2000年3月：シャーミ・ユルト解放

## 編制
- 第1387独立自動車化狙撃大隊
- 第1393独立自動車化狙撃大隊
- 第1394独立自動車化狙撃大隊
- 第28独立戦車大隊
- 第321独立自走榴弾砲大隊
- 第327独立ロケット砲大隊
- 第1329独立対戦車砲大隊
- 第346独立高射ミサイル大隊
- 第1398独立偵察大隊
- 第93独立工兵大隊
- 第147独立電波電子戦中隊
- 第1681特使・郵便勤務局

その外、通信、物資保障、修理・復旧大隊、放射線・化学・生物学防護、衛生中隊、警備、VUNR、VUNPVO、VUNA小隊、軍楽隊、演習場が存在する。

## 装備
- T-72B3 x40
- T-72K x1
- MT-LB x237
- BM-21「グラード」 x18
- 152mm自走榴弾砲2S19M2「アカーツィヤ」 x36
- 120mm迫撃砲2S12「サニ」 x18
- 100mm砲MT-12「ラピラ」 x6
- 自走対戦車誘導弾複合体9P149「シュトゥルム-S」 x12
- BTR-70/80 x5
- BRDM-2 x4
- 戦闘車9A331「トール-M1」 x12
- 戦闘車9A34（35）「ストレラ-10」 x6
- 自走高射機関砲2S6M「ツングースカ」 x6